# Molekuláris genetika
A molekuláris genetika a biológia egy ága, mely a gének szerkezetével és funkciójával foglalkozik molekuláris szinten. A molekuláris genetika felhasználja a genetika és a molekuláris biológia módszereit egyaránt. Meg kell különböztetni azonban a genetika más ágaitól, mint a populációgenetikától vagy a klasszikus genetikától. A molekuláris genetika egyik jelentős területe a molekuláris információ felhasználása az élőlények megfelelő osztályozására (molekuláris rendszertan).

## Forward vagy előre mutató genetika
A forward genetika célja, hogy egy ismert fenotípusos jegyből levezesse, milyen gén okozza az adott jelleget. Így az elsődleges cél a fenotípust létrehozó mutáció felderítése. Ezt mutagénekkel segítik elő. Amint a mutációt azonosították, a mutált gén is vizsgálhatóvá válik.

## Reverse vagy fordított irányú genetika
A reverz genetika célja, hogy egy azonosított mutációból, egy hibás génből következtethessen a fenotípusos jellegre. Bizonyos élőlényekben, mint az élesztő vagy az egér, kivitelezhető egy-egy gén inaktiválása, mely knockout, azaz kiütött gént eredményez. Az inaktivált, kiütött gént tartalmazó egérben megjelenő jelleg utal kiütött gén funkciójára. Ezért hívják ezt a területet reverz genetikának, hiszen a forwarddal ellentétes folyamatot jelöl.

## Lásd még
- Géntérkép
- Génexpresszió
- Imprinting